# Pfarrkirche St. Anton im Montafon

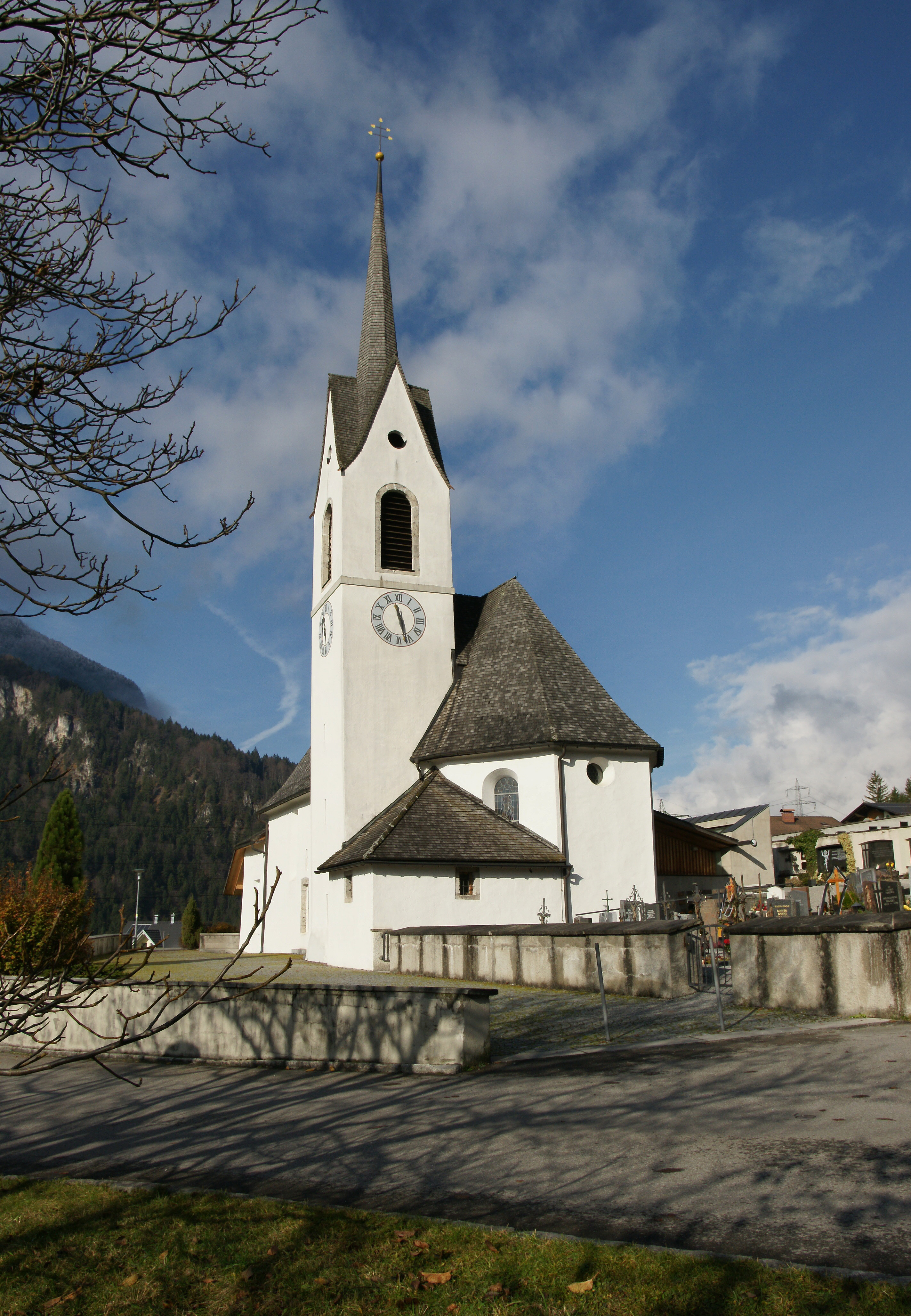
Pfarrkirche hl. Antonius der Einsiedler

Die Pfarrkirche hl. Antonius der Einsiedler ist eine römisch-katholische Kirche in der Gemeinde St. Anton im Montafon in Vorarlberg. Die Kirche mit dem Friedhof steht unter Denkmalschutz (Listeneintrag).

## Geschichte
Die dem Heiligen Antonius Eremita geweihte Antoniuskapelle wurde 1376 durch eine Stiftung Ottos von Zalans als Filiale der Laurentiuskirche in Bludenz gegründet. Ab 1412 wurde sie als Kuratie geführt und 1646 zur selbständigen Pfarre erhoben. 1651 wurde die Pfarrkirche geweiht. 1791 erfolgte eine Erweiterung und ein Neubau des Turmes. Von 1989 bis 1990 wurde das Langhaus nach den Plänen des Architekten Heinz-Peter Jehly mit einem Seitenschiff nach Norden erweitert. Dabei wurde die Einrichtung der Kirche verschoben, der Hochaltar an die rechte (südliche) Langhauswand gestellt und die Kirche dadurch von Norden nach Süden ausgerichtet. 

## Architektur und Ausstattung

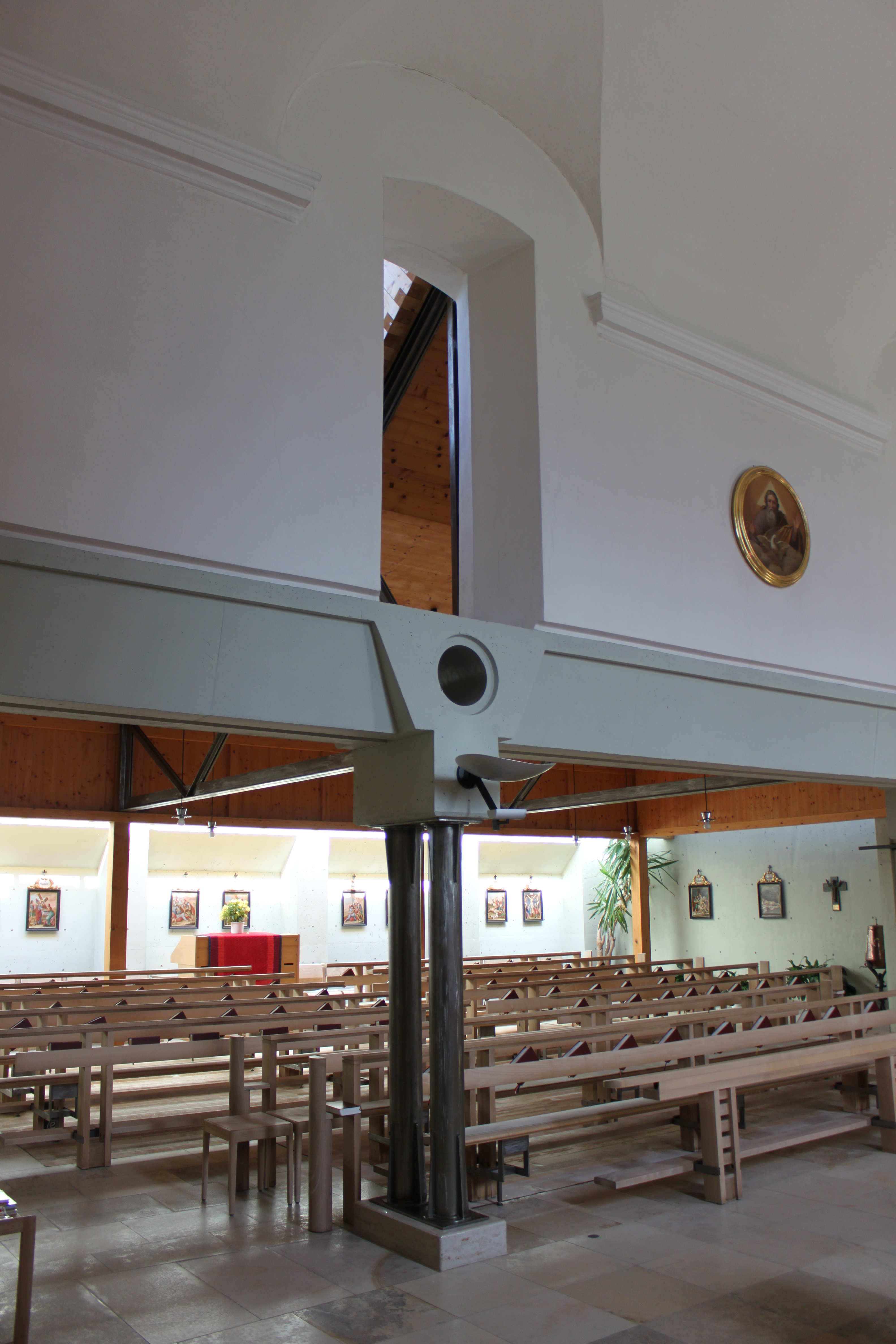
Durchbrochene Langhauswand zum neuen Seitenschiff

Die in einer Hanglage stehende Kirche ist nördlich, den Hang hinauf, von einem Friedhof umgeben. Langhaus und Chor stehen unter einem gemeinsamen Satteldach. Der Chor ist südlich eingezogen. Dort steht auch der Turm und eine eingeschoßige Sakristei. Der Westfassade wurde ein niedrigerer Anbau unter einem Walmdach mit einem großzügigen Vorzeichen vorgebaut.
Das Hochaltarbild zeigt den Heiligen Antonius Eremit mit dem Attribut des Schweines in seiner Bedeutung für die Viehwirtschaft des Ortes, 1874 gemalt vom Ostschweizer Nazarenermaler Melchior Paul von Deschwanden unter Mithilfe des Schrunser Malers Franz Bertle. Deschwanden war der Lehrer der zweiten Generation der Bertle mit einem Bild im Nazarenerstil der Heiligen Martin und Sebastian am Seitenaltar. Vater Josef Anton Bertle malte 1843 die volkstümlichen Kreuzwegbilder.
1907 lieferte die Vorarlberger Glasmalereiwerkstatt in Dornbirn die Kirchenfenster, die im Chor die hl. Katharina und den hl. Johannes Evangelist zeigen.
Die nördliche Erweiterung der barocken Kirche durch Architekt Heinz-Peter Jehly mit einer Drehung der Einrichtung um 90 Grad und mit der unteren Auflösung der linken Langhauswand mit einer Stahl- und Betonkonstruktion und der Belichtung des neuen Seitenschiffes über zwei steile Dachgaupen ist ein Architekturbeispiel der zweiten Generation der Neuen Vorarlberger Bauschule. Bemerkenswert ist, dass das äußere Erscheinungsbild der Kirche von Süden (talseitig) unverändert geblieben ist und bergseitig mit der neuen Architektur überrascht.
In der Kirchenwand unter dem Vorzeichen sind Grabtafeln der Pfarrer Leonhard Widerin, Johannes Eusebius Netzer und Johann Josef Domenikus Fritz aus dem 18. und 19. Jahrhundert eingemauert. An der nördlichen Langhauswand im Friedhof ist eine Gedenktafel des Militär-, Veteranen- und Reservisten-Vereines zum Landammann und Schützenhauptmann Johann Josef Batlogg (1751–1800).